# لینوکس ام اکس
لینوکس ام اکس (به انگلیسی: MX Linux) یک سیستم عامل لینوکس نیمه سبک است که مبتنی بر نسخه پایدار دبیان و با استفاده از اجزای هسته antiX است، همراه با نرم‌افزار اضافی ایجاد شده یا بسته‌بندی شده توسط جامعه MX.  این کار به عنوان یک همکاری مشترک بین antiX و انجمن‌های MEPIS سابق برای استفاده از بهترین ابزارها و استعدادها از هر یک از این توزیع‌ها توسعه یافته‌است. هدف اعلام شده جامعه تولید "خانواده ای از سیستم عامل‌ها است که برای ترکیب دسکتاپ‌های زیبا و کارآمد با پایداری بالا و عملکرد خوب" طراحی شده‌اند. MX Linux از محیط دسکتاپ Xfce به عنوان پرچم دار خود استفاده می‌کند و نسخه مستقل KDE Plasma و Fluxbox را نیز ارایه می‌کند.

## تاریخچه
MX Linux در دسامبر ۲۰۱۳ در بحث دربارهٔ گزینه‌های آینده در میان اعضای جامعه MEPIS آغاز شد. سپس توسعه دهندگان antiX به آنها پیوستند و سیستم ساخت ISO و همچنین فناوری Live-USB / DVD را به ارمغان آوردند. ابتدا MX Linux به عنوان نسخه ای از antiX ارائه شد تا در لیست وب سایت DistroWatch نمایش داده شود. سپس صفحه DistroWatch اختصاصی خود را با انتشار اولین بتا عمومی MX-16 در ۲ نوامبر ۲۰۱۶ دریافت کرد.
MX-19 پایگاه خود را به Debian 10 (Buster) و دسک تاپ پیش فرض خود را به Xfce 4.14 ارتقا داد. با ابزارهای جدید و تجدید نظر شده، آثار هنری، اسناد، بومی سازی و ویژگی‌های فنی مشخص می‌شود. یک پوشش کاملاً یکپارچه به نام MX-Fluxbox در ۱۲ دسامبر ۲۰۱۹ منتشر شد. دو برنامه mx-idesktool و mx-dockmaker برای یک محیط Fluxbox در MX 19.2 اضافه شدند. یک نسخه KDE در ۱۶ اوت سال ۲۰۲۰ منتشر شد، نسخه پیشرفته پشتیبانی سخت‌افزار (AHS) (فقط ۶۴ بیتی) MX با دسک تاپ KDE / Plasma.

## نسخه‌های منتشر شده
| نسخه        | انتشار                 | هسته   |
| ----------- | ---------------------- | ------ |
| MX-19.3     | ۱۱ نوامبر ۲۰۲۰         | ۵٫۹٫۸  |
| MX-19.2 KDE | ۱۶ اوت ۲۰۲۰            | ۵٫۶    |
| MX-19.2     | ۱ ژوئن ۲۰۲۰            | ۴٫۱۹٫۶ |
| MX-19.1     | ۱۴ فوریه ۲۰۲۰          | ۴٫۱۹٫۶ |
| MX-19       | ۲۱ اکتبر ۲۰۱۹          | ۴٫۱۹٫۶ |
| MX-18.3     | ۲۶ مه ۲۰۱۹             | ۴٫۱۹٫۵ |
| MX-18.2     | ۷ آوریل ۲۰۱۹           | ۴٫۱۹٫۵ |
| MX-18.1     | ۹ فوریه ۲۰۱۹           | ۴٫۱۹٫۵ |
| MX-18       | ۲۰ دسامبر ۲۰۱۸         | ۴٫۱۹٫۵ |
| MX-17.1     | ۱۴ مارس ۲۰۱۸           | ۴٫۱۵٫۴ |
| MX-17       | ۱۵ دسامبر ۲۰۱۷         | ۴٫۱۵٫۴ |
| MX-16.1     | ۸ ژوئن ۲۰۱۷            | ۴٫۷٫۸  |
| MX-16       | ۱۳ دسامبر ۲۰۱۶         |        |
| MX-15       | ۲۴ دسامبر ۲۰۱۵         |        |
| MX-14.4     | ۲۲ مارس ۲۰۱۵           |        |
| MX-14.3     | ۳ دسامبر ۲۰۱۴          |        |
| MX-14.2     | ۳۰ ژوئن ۲۰۱۴           |        |
| MX-14.1.1   | ۱۸ ژوئن ۲۰۱۴           |        |
| MX-14       | ۲۷ مارس ۲۰۱۴ (غیر PAE) |        |
| MX-14       | ۲۴ مارس 2014 (PAE)     |        |

## ویژگی‌ها
MX Linux دارای ابزارهای پایه مانند نصب کننده گرافیکی است که از کامپیوترهای UEFI پشتیبانی می‌کند، روشی مبتنی بر GUI برای تغییر هسته لینوکس و سایر برنامه‌های اصلی.
این توزیع لینوکس شامل ابزارهای MX است، مجموعه ای از برنامه‌های کاربر گرا، بسیاری از آنها مخصوص MX ساخته شده‌اند، در حالی که برخی از آنها از برنامه‌های antiX موجود بوده یا از برنامه‌های antiX موجود هستند. یکی از محبوب‌ترین آنها MX-snapshot است، ابزاری رابط کاربری گرافیکی برای بازآفرینی یک جلسه زنده یا نصب در یک واحد. پرونده ISO تصویر «شبیه سازی شده» از طریق دیسک یا درایو فلش USB قابل بوت است، با حفظ تمام تنظیمات، اجازه می‌دهد تا نصب به‌طور کامل پشتیبان‌گیری شود و / یا با حداقل تلاش اداری توزیع شود، زیرا یک روش پیشرفته برای کپی کردن سیستم فایل (توسعه یافته توسط antiX- Linux) از نصب-اتصال استفاده می‌کند که «برداشتن سنگین» را انجام می‌دهد.